# Bârza
Bârza is een Roemeense gemeente in het district Olt.
Bârza telt 2637 inwoners.